# Voiceprint Records
Voiceprint Records é uma gravadora localizada na Inglaterra fundada por Rob Ayling. Ela é especializada em relançamento de material antigo, especialmente de rock progressivo, mas também realiza novos lançamentos. Ela também costuma oficializar bootlegs de bandas, repassando os rendimentos ao artista. A Voiceprint Records possui uma filial no Brasil, a Voiceprint Brasil, que realiza parcerias com outras gravadoras, como a Rock Symphony.
A holding Zeit Distribution Ltd. entrou em insolvência em 2010. Ela foi substituída pela Gonzo Multimedia.